# Lijst van voetbalinterlands Angola - Mozambique (vrouwen)
Deze lijst van voetbalinterlands is een overzicht van alle officiële voetbalinterlands tussen de nationale vrouwenteams van Angola en Mozambique. De landen hebben tot nu toe vijf keer tegen elkaar gespeeld.

## Wedstrijden
| № | Plaats         | Datum             | Competitie              | Wedstrijd           | Uitslag |
| - | -------------- | ----------------- | ----------------------- | ------------------- | ------- |
| 1 | Malanje        | 3 mei 2008        | Vriendschappelijk       | Angola − Mozambique | 4 − 0   |
| 2 | Port Elizabeth | 5 augustus 2019   | COSAFA Women's Cup 2019 | Mozambique − Angola | 1 − 3   |
| 3 | Port Elizabeth | 28 september 2021 | COSAFA Women's Cup 2021 | Angola − Mozambique | 2 − 2   |
| 4 | Port Elizabeth | 3 september 2022  | COSAFA Women's Cup 2022 | Angola − Mozambique | 1 − 1   |
| 5 | Soweto         | 10 oktober 2023   | COSAFA Women's Cup 2023 | Mozambique − Angola | 1 − 0   |

## Samenvatting
| Competitie         | Totaal gespeeld | Winst Angola | Gelijk | Winst Mozambique | Doelsaldo Angola – Mozambique |
| ------------------ | --------------- | ------------ | ------ | ---------------- | ----------------------------- |
| COSAFA Women's Cup | 4               | 1            | 2      | 1                | 6 − 5                         |
| Vriendschappelijk  | 1               | 1            | 0      | 0                | 4 − 0                         |
| Totaal             | 5               | 2            | 2      | 1                | 10 − 5                        |